# كراسنودار كراي
كراسنودار كراي (بالروسية: Краснодарский край)، هي إحدى الكيانات الفدرالية في روسيا. وتحوي المدن والقرى التالية: 

أبينسك،أنابا، أبشيرونسك، أرمافير، بيلوريتشينسك،غيلينجيك، 
غورياتشي كليوتش، غولكيفيتشي،خاديجينسك، كورنوفسك، كراسنودار،كروبوتكين، كريمسك، كورغاننسك، لاباينسك، نوفوكيوبانسك، نوفوروسياسك، بريمورسكو-أختارسك، سلافايانسك-نا-كوباني، سوتشي، تمرايوك، تيخورتسك، تيماشايوفسك، توابسي، أوست-لابينسك، ييسك، أزوفسكايا، أركانجلسكايا، أركيبو-وسيبوفكا، أغرونوم، أكتانيزوفسكايا، أفيبسكيي، أكتارسكيي، أكتيرسكيي، أليكسييفسكايا، أنابسكايا، أناستاسيفسكايا، باتورينسكايا، برينكوفسكايا، بريوكوفيتسكايا، بيريزانسكايا، بيسكوربنايا، بيلايا غلينا، بيلوزيرنيي، بيريوزوفيي، دجوبغا، دجيغينكا، دفوبراتسكيي، ييليزافيتينسكايا
فاسيورينسكايا، فلاديميرسكايا، فورونيزهسكايا، فوزنيسينسكايا، فولنويي، فيتيازيفو، فيركنيباكانسكيي، فيسوكويي، فيسيلكي، فيسيولويي، فيشيستيبليييفسكايا، فيليكوفيتشنويي، 
فينتسي، فينوغرادنيي

## معرض صور

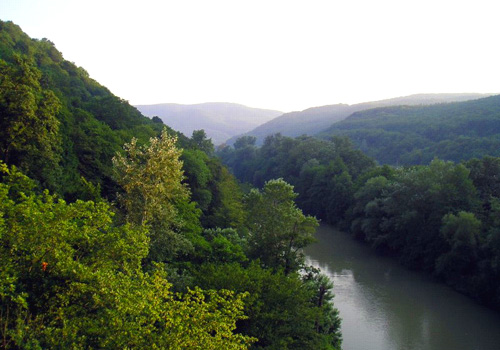
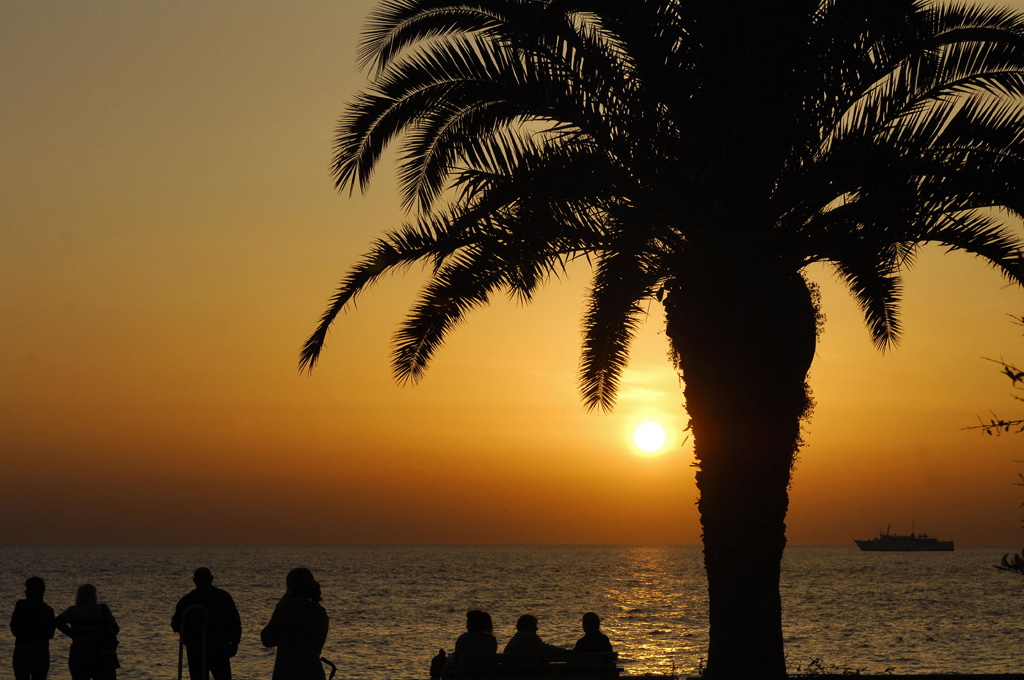
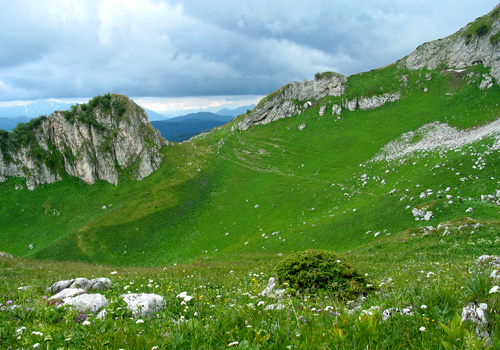
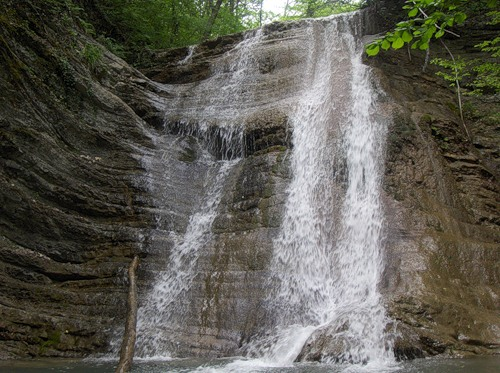
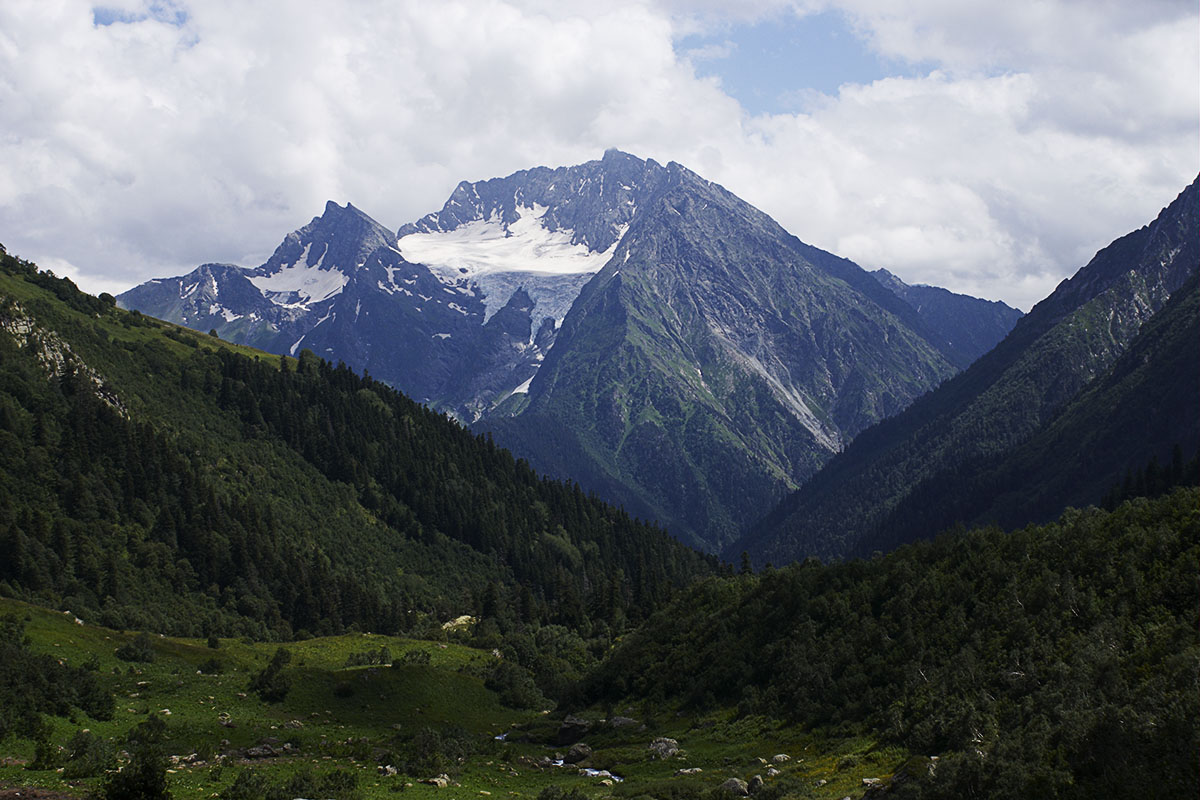
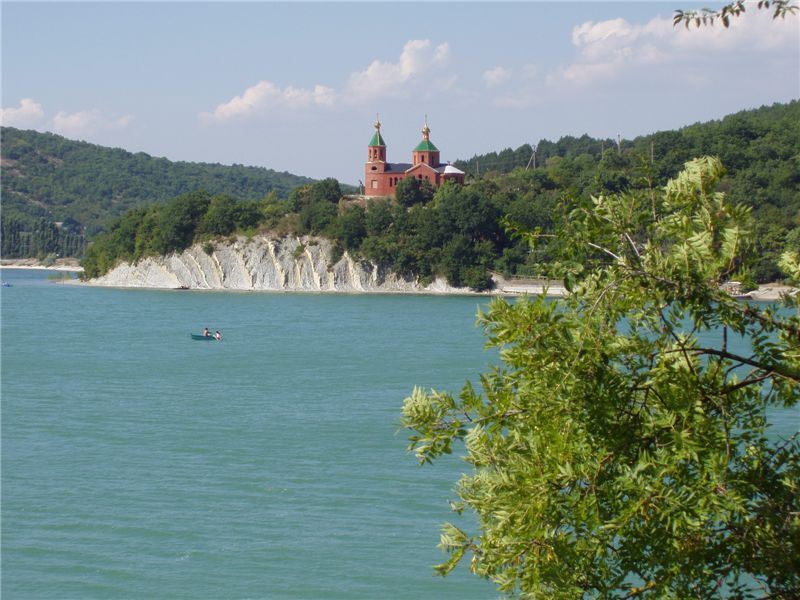

## أعلام
- فاديم يميليانوف
- ستانيسلاف ليسينكو
- يوري رادونياك
- فيتالي موتكو